# شورش بابیان نی‌ریز

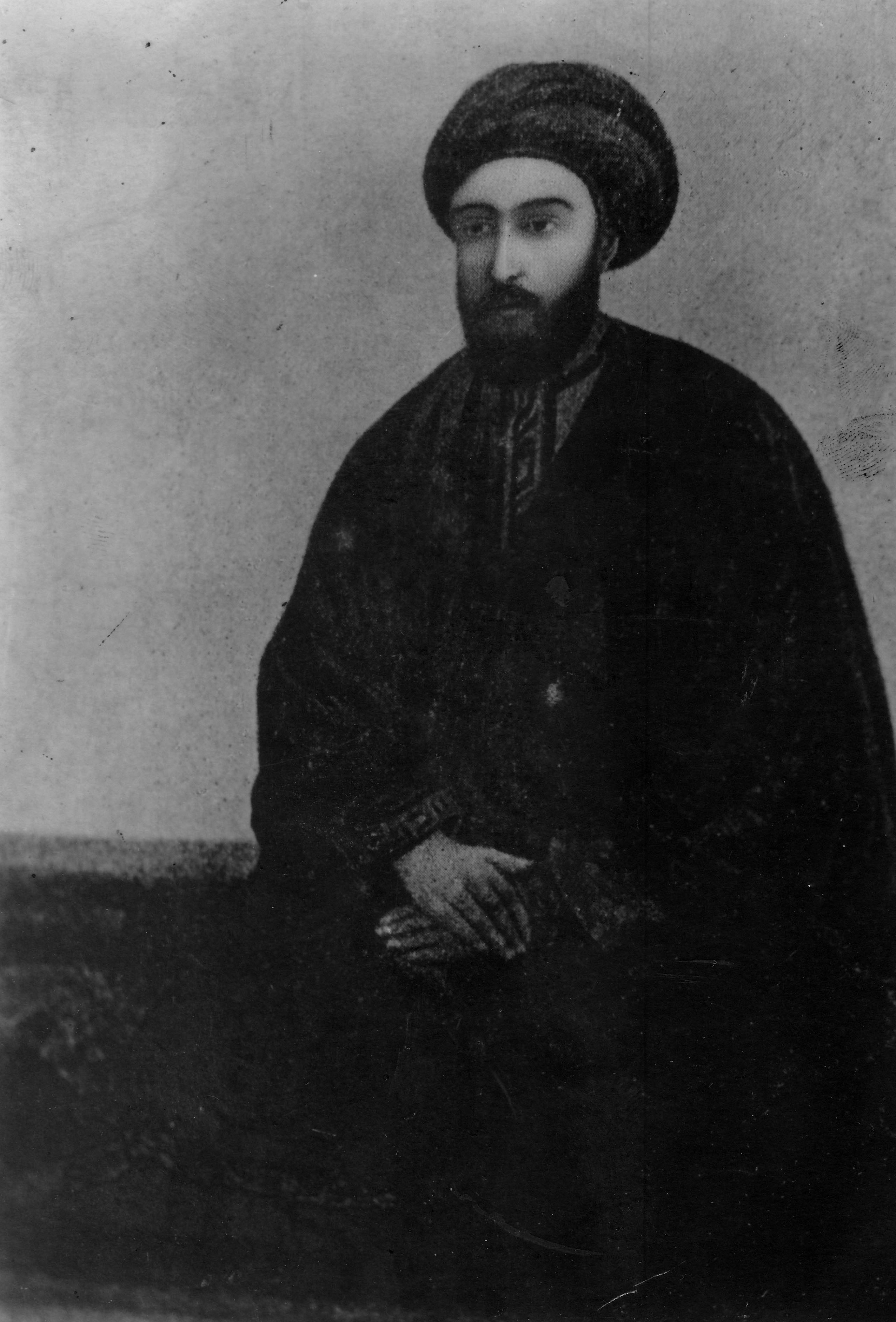
سید علی‌محمد شیرازی

پس از جنگ قلعه طبرسی و شورش بابیان زنجان شورشی دیگر در شهر نیریز فارس درگرفت. درگیری نیریز توسط سید یحیی دارابی ملقب به «وحید»، از روحانیون برجسته محلی که به آئین بابی درآمده بود رهبری شد. سید یحیی دارابی فرزند سید جعفر کشفی بود و مانند پدر به دربار قاجار وابسته بود. محمد شاه و میرزا آغاسی از وی خواسته بودند که در مورد دعاوی باب تحقیق کند. او بعد از سه دیدار با باب در شیراز در به وی ایمان آورد و زان پس، شروع به سفرهای گسترده‌ای برای ترویج آئین بابی نمود. او برای اعلان ایمان به پدر به بروجرد سفر کرد و پس از آن به اصفهان، اردستان و تهران رفت و در تهران مدتی نزد میرزا حسینعلی (بهاءالله) اقامت داشت. او همچنین به خراسان و قزوین، شیراز و یزد سفر کرد. در زمستان ۱۸۴۷–۱۸۴۸ (۱۲۶۴ ه‍.ق) بار دیگر توانست با باب که به ماکو تبعید شده بود دیدار کند. در یزد وی موفق شد تعدادی از بزرگان و علماء را به آیین جدید درآورد. این اقدامات منجر به مخالفت بعضی علماء و حاکم وقت یزد، آقا خان ایروانی شد. وحید یزد را به مقصد اصطهبانات و بوانات ترک کرد و شماری از سکنه آنجا را به آئین جدید درآورد. وی در اواخر ماه مه ۱۸۵۰ وارد نیریز شد. گفته می‌شود بسیاری از ساکنین نیریز برای استقبال از وحید به اصطهبانات رفته بودند. مدت کمی پس از ورود او به نیریز، ترویج آئین بابی توسط او که منجر به ایمان آوردن شمار زیادی از مردم شد. مخالفت‌هایی برانگیخت و بر تنش‌های موجود در شهر افزود. حاج زین العابدین خان، فرمانده محلی، سعی داشت تا با توسل به زور و خشونت تنش‌ها را حلّ و فصل کند. وی بیش از ۱۰۰۰ نفر نیروی شبه نظامی را بسیج کرد تا جلوی وحید و پیروانش را بگیرد. در نتیجه شهر به دو دسته تقسیم شد. در یک سو فرمانده و نیروهایش قرار داشتند که محلهٔ بازار را تحت تصرف داشتند و در سمت دیگر وحید و بابی‌ها. جنگی مسلّحانه بین بابیان و نیروهای منطقه‌ای آغاز شد. همانند درگیری زنجان و طبرسی، شور و حرارت بابیان در ابتدا باعث غلبه‌شان بر نیروهای مسلح اعزامی شد و آن‌ها را قادر ساخت به رهبری سید یحیی دارابی در برابر جمعیتی چند برابر جمعیت خودشان مقتدرانه بجنگند. در نهایت اما محاصره کنندگان با نیرنگ و اعلام آتش‌بس دروغین بر بابیان پیروز شدند. این نبرد که کمتر از یک ماه (۲۷ مه-۲۱ ژوئن ۱۸۵۰) به طول انجامید با شکنجه و کشتار بازماندگان بابی و قتل سید یحیی دارابی به اتمام رسید.
ادوارد براون در این خصوص می‌نویسد: در تابستان ۱۸۵۰ میلادی در حالیکه محاصره زنجان در حال پیشرفت بود، شورش (قیام) بابی دیگری در نیریز در جنوب ایران روی داد. دولت تصمیم گرفته بود که جنبش بابی را ریشه کن کند. باب که اکنون محکوم به بیش از سه سال حبس شدید در ماکو و قلعه چهریق شده بود، عملاً نمی‌توانست به‌طور مستقیم مسئول گرایش به مقاومت مسلحانه احتمالی توسط پیروانش در نظر گرفته شود. با این وجود دولت او را سرچشمه آن تعالیمی می‌دانست که کل امپراتوری ایران را دچار تشنج کرده بود و تصمیم به مرگ او گرفت. درست در روز کشته‌شدن باب قیام نیریز و چندین هفته بعد درگیری زنجان با سرکوب شدند.